# 第40回ゴールデングローブ賞
40th Golden Globe Awards

1983年1月29日
映画賞（ドラマ部門）: 

 E.T. 
映画賞（ミュージカル・コメディ部門）: 

 トッツィー 
テレビシリーズ賞（ドラマ部門）: 

 ヒルストリート・ブルース 
テレビシリーズ賞（ミュージカル・コメディ部門）: 

 フェーム/青春の旅立ち 
第40回ゴールデングローブ賞（だい40かいゴールデングローブしょう）は、1982年の映画とテレビ番組を対象としており、1983年1月29日に発表された。

## 受賞とノミネート一覧

### 映画

#### 作品賞（ドラマ部門）
- 『E.T.』
  - 『ミッシング』
  - 『愛と青春の旅だち』
  - 『ソフィーの選択』
  - 『評決』

#### 作品賞（ミュージカル・コメディ部門）
- 『トッツィー』
  - 『テキサス1の赤いバラ（英語版）』
  - 『ダイナー』
  - My Favorite Year
  - 『ビクター/ビクトリア』

#### 主演男優賞（ドラマ部門）
- ベン・キングズレー - 『ガンジー』
  - アルバート・フィニー - 『シュート・ザ・ムーン（英語版）』
  - リチャード・ギア - 『愛と青春の旅だち』
  - ジャック・レモン - 『ミッシング』
  - ポール・ニューマン - 『評決』

#### 主演男優賞（ミュージカル・コメディ部門）
- ダスティン・ホフマン - 『トッツィー』
  - ピーター・オトゥール - My Favorite Year
  - アル・パチーノ - 『喝采の陰で』
  - ロバート・プレストン - 『ビクター/ビクトリア』
  - ヘンリー・ウィンクラー - 『ラブ IN ニューヨーク』

#### 主演女優賞（ドラマ部門）
- メリル・ストリープ - 『ソフィーの選択』
  - ダイアン・キートン - 『シュート・ザ・ムーン（英語版）』
  - ジェシカ・ラング - 『女優フランシス』
  - シシー・スペイセク - 『ミッシング』
  - デブラ・ウィンガー - 『愛と青春の旅だち』

#### 主演女優賞（ミュージカル・コメディ部門）
- ジュリー・アンドリュース - 『ビクター/ビクトリア』
  - キャロル・バーネット - 『アニー』
  - サリー・フィールド - 『キスミー・グッバイ（英語版）』
  - ゴールディ・ホーン - 『結婚しない族（英語版）』
  - ドリー・パートン - 『テキサス1の赤いバラ（英語版）』
  - アイリーン・クイン - 『アニー』

#### 助演男優賞
- ルイス・ゴセット・ジュニア - 『愛と青春の旅だち』
  - ラウル・ジュリア - 『テンペスト（英語版）』
  - デヴィッド・キース - 『愛と青春の旅だち』
  - ジェームズ・メイソン - 『評決』
  - ジム・メッツラー（英語版） - 『テックス』

#### 助演女優賞
- ジェシカ・ラング - 『トッツィー』
  - シェール - Come Back to the Five and Dime, Jimmy Dean, Jimmy Dean
  - レイニー・カザン - My Favorite Year
  - レスリー・アン・ウォーレン - 『ビクター/ビクトリア』
  - キム・スタンレー（英語版） - 『女優フランシス』

#### 監督賞
- リチャード・アッテンボロー - 『ガンジー』
  - コスタ＝ガヴラス - 『ミッシング』
  - シドニー・ルメット - 『評決』
  - シドニー・ポラック - 『トッツィー』
  - スティーヴン・スピルバーグ - 『E.T.』

#### 脚本賞
- 『ガンジー』 - ジョン・ブライリー
  - 『E.T.』 - メリッサ・マシスン
  - 『ミッシング』 - コスタ＝ガヴラス、ドナルド・スチュワート（英語版）
  - 『トッツィー』 - ラリー・ゲルバート（英語版）、マレー・シスガル（英語版）
  - 『評決』 - デヴィッド・マメット

#### 作曲賞
- 『E.T.』 - ジョン・ウィリアムズ
  - 『ブレードランナー』 - ヴァンゲリス
  - 『キャット・ピープル（英語版）』 - ジョルジオ・モロダー
  - 『オータム・ストーリー（英語版）』 - ダドリー・ムーア
  - 『ビクター/ビクトリア』 - ヘンリー・マンシーニ

#### 歌曲賞
- "Up Where We Belong" - ジャック・ニッチェ（作曲）、バフィー・セントメリー（英語版）（作曲）、ジェニファー・ウォーンズ（作詞） - 『愛と青春の旅だち』
  - "Cat People (Putting Out Fire)" - ジョルジオ・モロダー（作曲・作詞）、デヴィッド・ボウイ（作曲・作詞） - 『キャット・ピープル（英語版）』
  - "Making Love" - キャロル・ベイヤー・セイガー（作曲・作詞）、バート・バカラック（作曲・作詞） - 『メーキング・ラブ』
  - 「アイ・オブ・ザ・タイガー」 - フランキー･サリバン（英語版）（作曲・作詞）、ジム・ピートリック（英語版）（作曲・作詞） - 『ロッキー3』
  - "If We Were In Love" - ジョン・ウィリアムズ（作曲）、アラン・アンド・マリリン・バーグマン（英語版）（作詞） - Yes, Giorgio

#### 外国語映画賞
- 『ガンジー』 -  イギリス/ インド
  - 『フィツカラルド』 -  西ドイツ
  - 『スノーリバー/輝く大地の果てに（英語版）』 -  オーストラリア
  - 『人類創世』 -  カナダ/ フランス
  - 『トラヴィアータ/椿姫（英語版）』 -  イタリア
  - 『路』 -  スイス/ トルコ

#### 新人男優賞
- ベン・キングズレー - 『ガンジー』
  - デヴィッド・キース - 『愛と青春の旅だち』
  - ケヴィン・クライン - 『ソフィーの選択』
  - エディ・マーフィ - 『48時間』
  - ヘンリー・トーマス - 『E.T.』

#### 新人女優賞
- サンダール・バーグマン - 『コナン・ザ・グレート』
  - リサ・ブロント - 『愛と青春の旅だち』
  - キャサリン・ヒーリー（英語版） - 『オータム・ストーリー（英語版）』
  - エイミー・マディガン - Love Child
  - アイリーン・クイン - 『アニー』
  - モリー・リングウォルド - 『テンペスト（英語版）』

### テレビ

#### 作品賞（ドラマ部門）
- 『ヒルストリート・ブルース』
  - 『ダラス』
  - 『ダイナスティ』
  - 『探偵ハート&ハート』
  - 『私立探偵マグナム』

#### 作品賞（ミュージカル・コメディ部門）
- 『フェーム/青春の旅立ち（英語版）』
  - 『チアーズ』
  - Love, Sidney
  - 『マッシュ』
  - Taxi

#### 作品賞（ミニシリーズ・テレビ映画部門）
- 『華麗なる貴族（英語版）』
  - Eleanor, First Lady of the World
  - 『ハートブレイカー（英語版）』
  - Two of a Kind
  - A Woman Called Golda

#### 主演男優賞（ドラマ部門）
- ジョン・フォーサイス - 『ダイナスティ』
  - ラリー・ハグマン - 『ダラス』
  - トム・セレック - 『私立探偵マグナム』
  - ダニエル・J・トラヴァンティ（英語版） - 『ヒルストリート・ブルース』
  - ロバート・ワグナー - 『探偵ハート&ハート』

#### 主演男優賞（ミュージカル・コメディ部門）
- アラン・アルダ - 『マッシュ』
  - ロバート・ギローム - 『ミスター・ベンソン（英語版）』
  - ジャド・ハーシュ - Taxi
  - ボブ・ニューハート - Newhart
  - トニー・ランドール - Love, Sidney

#### 主演男優賞（ミニシリーズ・テレビ映画部門）
- アンソニー・アンドリュース - 『華麗なる貴族（英語版）』
  - フィリップ・アングリム（英語版） - The Elephant Man
  - ロビー・ベンソン - Two of a Kind
  - ジェレミー・アイアンズ - 『華麗なる貴族（英語版）』
  - サム・ウォーターストン - Oppenheimer

#### 主演女優賞（ドラマ部門）
- ジョーン・コリンズ - 『ダイナスティ』
  - リンダ・エヴァンス - 『ダイナスティ』
  - ステファニー・パワーズ - 『探偵ハート&ハート』
  - ヴィクトリア・プリンシパル - 『ダラス』
  - ジェーン・ワイマン - Falcon Crest

#### 主演女優賞（ミュージカル・コメディ部門）
- デビー・アレン（英語版） - 『フェーム/青春の旅立ち（英語版）』
  - アイリーン・ブレナン - Private Benjamin
  - ネル・カーター - Gimme a Break!
  - ボニー・フランクリン - One Day at a Time
  - リタ・モレノ - 9 to 5
  - イザベル・サンフォード（英語版） - The Jeffersons

#### 主演女優賞（ミニシリーズ・テレビ映画部門）
- イングリッド・バーグマン - A Woman Called Golda
  - キャロル・バーネット - Life of the Party: The Story of Beatrice
  - ルーシー・ガタリッジ（英語版） - Little Gloria... Happy at Last
  - アン・ジリアン（英語版） - Mae West
  - リー・レミック - 『手紙（英語版）』
  - ジーン・ステイプルトン - Eleanor, First Lady of the World

#### 助演男優賞
- ライオネル・スタンダー - 『探偵ハート&ハート』
  - パット・ハリントン・Jr（英語版） - One Day at a Time
  - ジョン・ヒラーマン（英語版） - 『私立探偵マグナム』
  - ロレンツォ・ラマス - Falcon Crest
  - アンソン・ウィリアムズ（英語版） - 『ハッピーデイズ』

#### 助演女優賞
- シェリー・ロング - 『チアーズ』
  - ヴァレリー・バーティネリ - One Day at a Time
  - マリル・ヘナー - Taxi
  - ベス・ホーランド（英語版） - Alice
  - キャロル・ケイン - Taxi
  - ロレッタ・スウィット - 『マッシュ』